# Brookesia antakarana
Brookesia antakarana Raxworthy & Nussbaum, 1995 è un piccolo sauro della famiglia Chamaeleonidae, endemico del Madagascar.

## Distribuzione e habitat
L'areale della specie è ristretto al territorio della Montagna d'Ambra, nel Madagascar settentrionale, ad altitudini comprese tra 650 e 1.200 m s.l.m..

## Conservazione
La IUCN Red List classifica B. antakarana come specie prossima alla minaccia di estinzione (Near Threatened).
La specie è inserita nella Appendice II della Convention on International Trade of Endangered Species (CITES).